# 清州清原警察署
清州清原警察署（チョンジュチョンウォンけいさつしょ）は、忠北地方警察庁所管の警察署である。

## 管轄区域
- 清州市
  - 清原区
  - 西原区のうち社稷1洞、2洞、司倉洞
  - 上党区のうち中央洞

## 沿革
- 1945年10月21日 - 清州警察署として開署。
- 1980年11月23日 - 清州西部警察署開署に伴い一部の支署を移管。
- 1995年9月20日 - 現在の庁舎が竣工。
- 2003年8月1日 - 清州東部警察署に改称。
- 2006年3月1日 - 清州上党警察署に改称。
- 2014年7月1日 - 清州清原警察署に改称。

## 組織
- 警務課
- 生活安全課
- 捜査課
- 警備交通課
- 情報保安課

## 管轄地区隊
- 内徳地区隊
- 城安地区隊
- 斜川地区隊
- 梧倉地区隊

## 管轄派出所
- 内秀派出所

## 管轄治安センター
- 北二治安センター